# SS Tropic (1871)

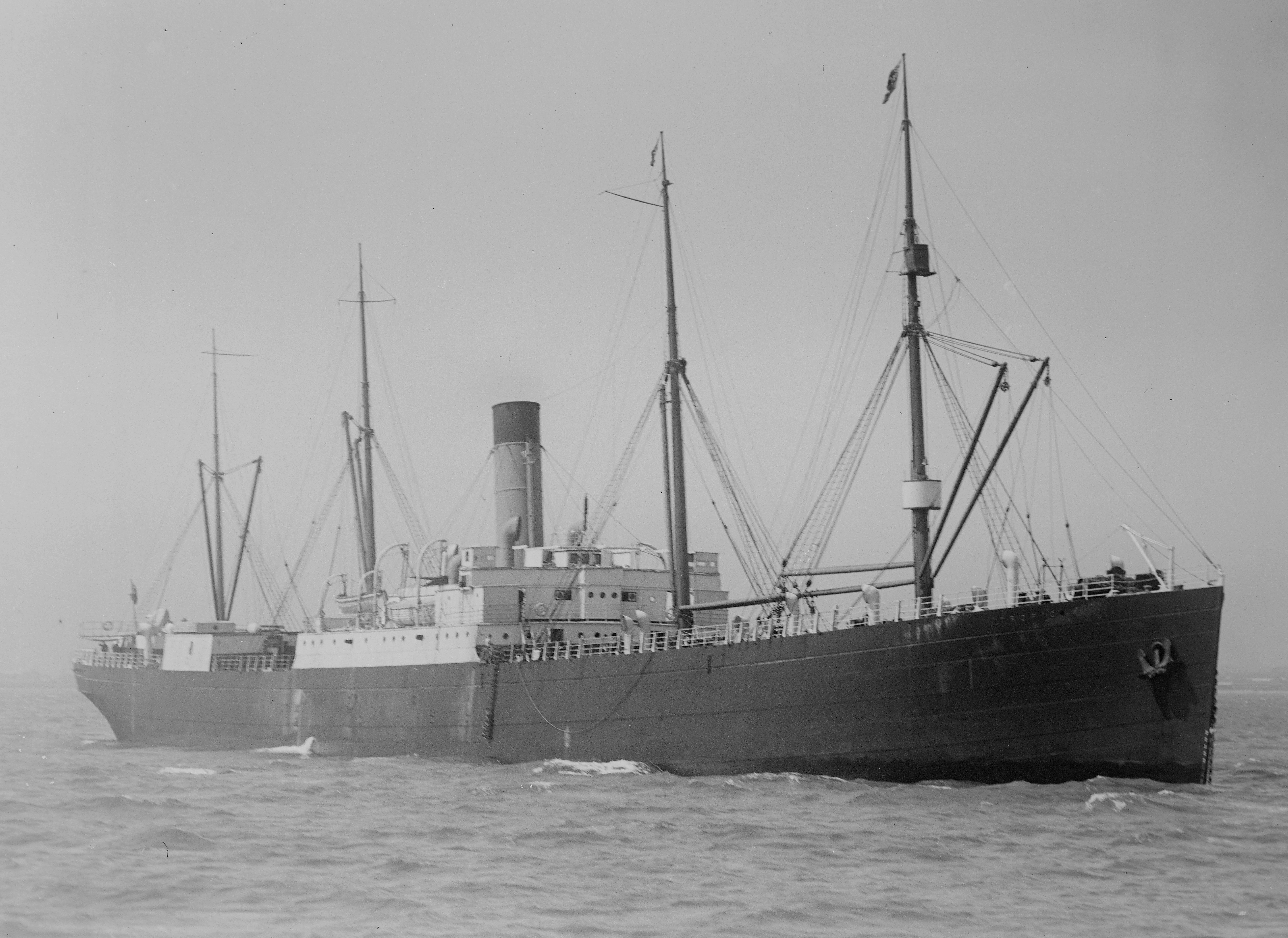
SS Tropic

SS Tropic byl parník společnosti White Star Line. Vybudován byl roku 1871 společností Thos. Royden & Co. Parník s tonáží 2 122 BRT sloužil v roce 1871 na trase Liverpool - Kalkata a roku 1872 začal plout do Jižní Ameriky. Roku 1873 byl prodán společnosti Serra y Font a přejmenován na Federico.